# Edwin Neal
Edwin Neal (12 de julio de 1945 en Houston) es un actor de cine y de voz estadounidense, reconocido por su actuación en la película The Texas Chain Saw Massacre de 1974, donde interpretó a un maniático autoestopista miembro de una familia de caníbales. Con el paso del tiempo logró convertirse en un reputado actor de voz, haciendo parte de producciones como los videojuegos The Lord of the Rings y Metroid Prime 3, entre muchos otros. Trabajó con Oliver Stone en la película JFK e interpreta al doctor Robotnik en la serie Sonic the Hedgehog: The Movie, también es conocido por haber participado en la exitosa serie infantil Power Rangers interpretando el papel antagónico del villano Lord Zedd en las temporadas Mighty Morphin Power Rangers, Power Rangers Zeo, Power Rangers Turbo y Power Rangers: In Space, además de interpretar el papel del personaje Jasper en Power Rangers Lost Galaxy. 

## Filmografía
- Bone Boys - Freddy
- Dropping Evil - Presidente Strode
- Holy Hell - Bolton
- Shudder - Frances
- Satan's Playground - Joven
- Mr Hell - Freemont
- My Boyfriend's Back
- JFK - Mercer
- Good Girl, Bad Girl - Nolan
- Future Kill
- The Texas Chain Saw Massacre - Autoestopista
- Mighty Morphin Power Rangers (temporada 2 & 3), Power Rangers Zeo, Power Rangers Turbo, Power Rangers: In Space - Lord Zedd
- Power Rangers Lost Galaxy - Jasper